# Großer Preis von Großbritannien 1988
Der Große Preis von Großbritannien 1988 (offiziell XLI Shell Oils British Grand Prix) fand am 10. Juli auf dem Silverstone Circuit in Silverstone statt und war das achte Rennen der Formel-1-Weltmeisterschaft 1988.

## Berichte

### Hintergrund
Hinsichtlich des Teilnehmerfeldes gab es keine Veränderung im Vergleich zum Großen Preis von Frankreich am Wochenende zuvor.
Mit Nigel Mansell und Alain Prost (jeweils zweimal) traten zwei ehemalige Sieger zu diesem Grand Prix an.

### Training
Zum ersten Mal in der laufenden Saison stand kein McLaren auf der Pole-Position, sondern Gerhard Berger, der sich die erste Startreihe mit seinem Teamkollegen Michele Alboreto teilte. Erst dahinter folgten die bis dato in allen Trainings dominierenden Ayrton Senna und Alain Prost vor den beiden March-Piloten Maurício Gugelmin und Ivan Capelli.

### Rennen
Das Rennen fand bei strömendem Regen statt, das erste Regenrennen seit dem Großen Preis von Belgien 1985. Senna hatte einen hervorragenden Start und konnte Berger und Alboreto in der ersten Kurve angreifen. Eigentlich war Alboreto bereits an Berger vorbei, doch mit der Innenlinie kam der Österreicher durch Copse wieder vorbei. Senna war bald an dem Italiener vorbei und forderte Berger um die Führung heraus. Prost hatte einen schlechten Start und fiel auf den neunten Platz zurück. In Runde drei fiel Capelli aufgrund eines elektrischen Problems zurück, ehe er in der 34. Runde aufgeben musste.
In Runde 14 kämpften Gugelmin, Alessandro Nannini und Mansell um den dritten Platz. In Runde 14 übernahm Senna unter der Bridge-Schikane die Führung, überholte Berger und überrundete gleichzeitig einen langsam fahrenden Prost. Mit seinem Können bei nassen Bedingungen gelang es Senna, sich abzusetzen und einen Vorsprung aufzubauen. In Runde 20 überholte Mansell Nannini als Vierter, woraufhin sich der Italiener drehte und Gugelmin durchließ. Zwei Runden später überholte Mansell Alboreto und wurde Dritter. In Runde 24 schied Prost aus, weil er Probleme mit der Handling seines McLaren hatte.
Mansell suchte die nassen Streckenabschnitte auf, um seine Reifen abzukühlen, und fuhr in Runde 48 die schnellste Runde des Rennens mit einer Durchschnittsgeschwindigkeit von 206 km/h. In Runde 50 holte er Berger ein und überholte ihn, dann hielt er bis zum Ziel den zweiten Platz, etwa 23 Sekunden hinter Senna. Berger litt unter einem Treibstoffdefizit und verlor schnell Plätze. In der allerletzten Kurve ging ihm schließlich der Treibstoff aus und er fiel vom fünften auf den neunten Platz zurück, hinter Piquet, Derek Warwick, Eddie Cheever und Riccardo Patrese. Das gleiche Problem passierte Alboreto, dem in Runde 63 der Treibstoff ausgegangen war. Nannini holte sich trotz zweier weiterer Dreher seinen ersten Grand-Prix-Podiumsplatz und Gugelmin sammelte seine ersten WM-Punkte.

## Meldeliste
| Team                           | Nr. | Fahrer             | Chassis           | Motor                    | Reifen |
| ------------------------------ | --- | ------------------ | ----------------- | ------------------------ | ------ |
| Camel Team Lotus Honda         | 01  | Nelson Piquet      | Lotus 100T        | Honda RA168E 1.5 V6t     | G      |
| Camel Team Lotus Honda         | 02  | Satoru Nakajima    | Lotus 100T        | Honda RA168E 1.5 V6t     | G      |
| Tyrrell Racing Organisation    | 03  | Jonathan Palmer    | Tyrrell 017       | Ford Cosworth DFZ 3.5 V8 | G      |
| Tyrrell Racing Organisation    | 04  | Julian Bailey      | Tyrrell 017       | Ford Cosworth DFZ 3.5 V8 | G      |
| Canon Williams Team            | 05  | Nigel Mansell      | Williams FW12     | Judd CV 3.5 V8           | G      |
| Canon Williams Team            | 06  | Riccardo Patrese   | Williams FW12     | Judd CV 3.5 V8           | G      |
| West Zakspeed Racing           | 09  | Piercarlo Ghinzani | Zakspeed 881      | Zakspeed 1500/4 1.5 L4t  | G      |
| West Zakspeed Racing           | 10  | Bernd Schneider    | Zakspeed 881      | Zakspeed 1500/4 1.5 L4t  | G      |
| Honda Marlboro McLaren         | 11  | Alain Prost        | McLaren MP4/4     | Honda RA168E 1.5 V6t     | G      |
| Honda Marlboro McLaren         | 12  | Ayrton Senna       | McLaren MP4/4     | Honda RA168E 1.5 V6t     | G      |
| AGS Racing                     | 14  | Philippe Streiff   | AGS JH23          | Ford Cosworth DFZ 3.5 V8 | G      |
| Leyton House March Racing Team | 15  | Maurício Gugelmin  | March 881         | Judd CV 3.5 V8           | G      |
| Leyton House March Racing Team | 16  | Ivan Capelli       | March 881         | Judd CV 3.5 V8           | G      |
| USF&G Arrows Megatron          | 17  | Derek Warwick      | Arrows A10B       | Megatron M12/13 1.5 L4t  | G      |
| USF&G Arrows Megatron          | 18  | Eddie Cheever      | Arrows A10B       | Megatron M12/13 1.5 L4t  | G      |
| Benetton Formula Ltd           | 19  | Alessandro Nannini | Benetton B188     | Ford Cosworth DFR 3.5 V8 | G      |
| Benetton Formula Ltd           | 20  | Thierry Boutsen    | Benetton B188     | Ford Cosworth DFR 3.5 V8 | G      |
| Osella Squadra Corse           | 21  | Nicola Larini      | Osella FA1L       | Osella 890T 1.5 V8t      | G      |
| Rial Racing                    | 22  | Andrea de Cesaris  | Rial ARC1         | Ford Cosworth DFZ 3.5 V8 | G      |
| Lois Minardi Team              | 23  | Pierluigi Martini  | Minardi M188      | Ford Cosworth DFZ 3.5 V8 | G      |
| Lois Minardi Team              | 24  | Luis Pérez-Sala    | Minardi M188      | Ford Cosworth DFZ 3.5 V8 | G      |
| Ligier Loto                    | 25  | René Arnoux        | Ligier JS31       | Judd CV 3.5 V8           | G      |
| Ligier Loto                    | 26  | Stefan Johansson   | Ligier JS31       | Judd CV 3.5 V8           | G      |
| Scuderia Ferrari SpA SEFAC     | 27  | Michele Alboreto   | Ferrari F1-87/88C | Ferrari 033E 1.5 V6t     | G      |
| Scuderia Ferrari SpA SEFAC     | 28  | Gerhard Berger     | Ferrari F1-87/88C | Ferrari 033E 1.5 V6t     | G      |
| Larrousse Calmels              | 29  | Yannick Dalmas     | Lola LC88         | Ford Cosworth DFZ 3.5 V8 | G      |
| Larrousse Calmels              | 30  | Philippe Alliot    | Lola LC88         | Ford Cosworth DFZ 3.5 V8 | G      |
| Coloni SpA                     | 31  | Gabriele Tarquini  | Coloni FC188      | Ford Cosworth DFZ 3.5 V8 | G      |
| EuroBrun Racing                | 32  | Oscar Larrauri     | EuroBrun ER188    | Ford Cosworth DFZ 3.5 V8 | G      |
| EuroBrun Racing                | 33  | Stefano Modena     | EuroBrun ER188    | Ford Cosworth DFZ 3.5 V8 | G      |
| BMS Scuderia Italia            | 36  | Alex Caffi         | Dallara F188      | Ford Cosworth DFZ 3.5 V8 | G      |

## Klassifikationen

### Qualifying
| Pos. | Fahrer             | Konstrukteur    | Vorqualifikation | Vorqualifikation  | 1. Qualifikationstraining | 1. Qualifikationstraining | 2. Qualifikationstraining | 2. Qualifikationstraining | Start |
| Pos. | Fahrer             | Konstrukteur    | Zeit             | Ø-Geschwindigkeit | Zeit                      | Ø-Geschwindigkeit         | Zeit                      | Ø-Geschwindigkeit         | Start |
| ---- | ------------------ | --------------- | ---------------- | ----------------- | ------------------------- | ------------------------- | ------------------------- | ------------------------- | ----- |
| 01   | Gerhard Berger     | Ferrari         | –                | –                 | 1:10,746                  | 243,135 km/h              | 1:10,133                  | 245,260 km/h              | 01    |
| 02   | Michele Alboreto   | Ferrari         | –                | –                 | 1:10,669                  | 243,400 km/h              | 1:10,332                  | 244,566 km/h              | 02    |
| 03   | Ayrton Senna       | McLaren-Honda   | –                | –                 | 1:10,787                  | 242,994 km/h              | 1:10,616                  | 243,582 km/h              | 03    |
| 04   | Alain Prost        | McLaren-Honda   | –                | –                 | 1:11,550                  | 240,403 km/h              | 1:10,736                  | 243,169 km/h              | 04    |
| 05   | Maurício Gugelmin  | March-Judd      | –                | –                 | 1:11,786                  | 239,612 km/h              | 1:11,745                  | 239,749 km/h              | 05    |
| 06   | Ivan Capelli       | March-Judd      | –                | –                 | 1:13,030                  | 235,531 km/h              | 1:12,006                  | 238,880 km/h              | 06    |
| 07   | Nelson Piquet      | Lotus-Honda     | –                | –                 | 1:13,166                  | 235,093 km/h              | 1:12,040                  | 238,767 km/h              | 07    |
| 08   | Alessandro Nannini | Benetton-Ford   | –                | –                 | 1:13,400                  | 234,343 km/h              | 1:12,737                  | 236,479 km/h              | 08    |
| 09   | Derek Warwick      | Arrows-Megatron | –                | –                 | 1:12,843                  | 236,135 km/h              | 1:13,287                  | 234,705 km/h              | 09    |
| 10   | Satoru Nakajima    | Lotus-Honda     | –                | –                 | 1:13,192                  | 235,009 km/h              | 1:12,862                  | 236,074 km/h              | 10    |
| 11   | Nigel Mansell      | Williams-Judd   | –                | –                 | 1:14,192                  | 231,842 km/h              | 1:12,885                  | 235,999 km/h              | 11    |
| 12   | Thierry Boutsen    | Benetton-Ford   | –                | –                 | 1:12,960                  | 235,757 km/h              | 1:12,986                  | 235,673 km/h              | 12    |
| 13   | Eddie Cheever      | Arrows-Megatron | –                | –                 | 1:14,247                  | 231,670 km/h              | 1:12,984                  | 235,679 km/h              | 13    |
| 14   | Andrea de Cesaris  | Rial-Ford       | 1:14,123         | 232,058 km/h      | 1:13,910                  | 232,726 km/h              | 1:13,438                  | 234,222 km/h              | 14    |
| 15   | Riccardo Patrese   | Williams-Judd   | –                | –                 | 1:31,541                  | 187,903 km/h              | 1:13,677                  | 233,462 km/h              | 15    |
| 16   | Philippe Streiff   | AGS-Ford        | –                | –                 | 1:15,272                  | 228,515 km/h              | 1:14,260                  | 231,629 km/h              | 16    |
| 17   | Jonathan Palmer    | Tyrrell-Ford    | –                | –                 | 1:16,607                  | 224,533 km/h              | 1:14,451                  | 231,035 km/h              | 17    |
| 18   | Luis Pérez-Sala    | Minardi-Ford    | –                | –                 | 1:15,590                  | 227,554 km/h              | 1:14,643                  | 230,441 km/h              | 18    |
| 19   | Pierluigi Martini  | Minardi-Ford    | –                | –                 | 1:14,732                  | 230,166 km/h              | 1:14,832                  | 229,859 km/h              | 19    |
| 20   | Stefano Modena     | EuroBrun-Ford   | 1:15,802         | 226,917 km/h      | 1:17,889                  | 220,837 km/h              | 1:14,888                  | 229,687 km/h              | 20    |
| 21   | Alex Caffi         | Dallara-Ford    | 1:15,657         | 227,352 km/h      | 1:15,779                  | 226,986 km/h              | 1:14,924                  | 229,577 km/h              | 21    |
| 22   | Philippe Alliot    | Lola-Ford       | –                | –                 | 1:15,635                  | 227,419 km/h              | 1:14,992                  | 229,368 km/h              | 22    |
| 23   | Yannick Dalmas     | Lola-Ford       | –                | –                 | 1:16,014                  | 226,285 km/h              | 1:15,004                  | 229,332 km/h              | 23    |
| 24   | Julian Bailey      | Tyrrell-Ford    | –                | –                 | 1:16,249                  | 225,587 km/h              | 1:15,135                  | 228,932 km/h              | 24    |
| 25   | René Arnoux        | Ligier-Judd     | –                | –                 | 1:16,859                  | 223,797 km/h              | 1:15,374                  | 228,206 km/h              | 25    |
| 26   | Nicola Larini      | Osella          | –                | –                 | 1:16,780                  | 224,027 km/h              | 1:15,527                  | 227,744 km/h              | 26    |
| DNQ  | Oscar Larrauri     | EuroBrun-Ford   | 1:15,836         | 226,816 km/h      | 1:16,961                  | 223,500 km/h              | 1:16,026                  | 226,249 km/h              | –     |
| DNQ  | Piercarlo Ghinzani | Zakspeed        | –                | –                 | 1:18,359                  | 219,513 km/h              | 1:16,043                  | 226,198 km/h              | –     |
| DNQ  | Stefan Johansson   | Ligier-Judd     | –                | –                 | 1:17,438                  | 222,124 km/h              | 1:16,110                  | 225,999 km/h              | –     |
| DNQ  | Bernd Schneider    | Zakspeed        | –                | –                 | 1:19,078                  | 217,517 km/h              | 1:18,010                  | 220,495 km/h              | –     |
| DNPQ | Gabriele Tarquini  | Coloni-Ford     | 1:17,028         | 223,306 km/h      | keine Zeit                | –                         | keine Zeit                | –                         | –     |

### Rennen
| Pos. | Fahrer             | Konstrukteur    | Runden | Stopps | Zeit        | Start | Schnellste Runde |
| ---- | ------------------ | --------------- | ------ | ------ | ----------- | ----- | ---------------- |
| 01   | Ayrton Senna       | McLaren-Honda   | 65     | 0      | 1:33:16,367 | 03    | 1:23,595         |
| 02   | Nigel Mansell      | Williams-Judd   | 65     | 0      | + 23,344    | 11    | 1:23,308         |
| 03   | Alessandro Nannini | Benetton-Ford   | 65     | 0      | + 51,214    | 08    | 1:24,176         |
| 04   | Maurício Gugelmin  | March-Judd      | 65     | 0      | + 1:11,378  | 05    | 1:23,823         |
| 05   | Nelson Piquet      | Lotus-Honda     | 65     | 0      | + 1:20,835  | 07    | 1:23,452         |
| 06   | Derek Warwick      | Arrows-Megatron | 64     | 0      | + 1 Runde   | 09    | 1:23,588         |
| 07   | Eddie Cheever      | Arrows-Megatron | 64     | 0      | + 1 Runde   | 13    | 1:23,778         |
| 08   | Riccardo Patrese   | Williams-Judd   | 64     | 0      | + 1 Runde   | 15    | 1:23,783         |
| 09   | Gerhard Berger     | Ferrari         | 64     | 0      | + 1 Runde   | 01    | 1:24,242         |
| 10   | Satoru Nakajima    | Lotus-Honda     | 64     | 0      | + 1 Runde   | 10    | 1:23,655         |
| 11   | Alex Caffi         | Dallara-Ford    | 64     | 0      | + 1 Runde   | 21    | 1:25,319         |
| 12   | Stefano Modena     | EuroBrun-Ford   | 64     | 0      | + 1 Runde   | 20    | 1:24,920         |
| 13   | Yannick Dalmas     | Lola-Ford       | 63     | 0      | + 2 Runden  | 23    | 1:24,780         |
| 14   | Philippe Alliot    | Lola-Ford       | 63     | 0      | + 2 Runden  | 22    | 1:24,160         |
| 15   | Pierluigi Martini  | Minardi-Ford    | 63     | 0      | + 2 Runden  | 19    | 1:24,370         |
| 16   | Julian Bailey      | Tyrrell-Ford    | 63     | 0      | + 2 Runden  | 24    | 1:25,758         |
| 17   | Michele Alboreto   | Ferrari         | 62     | 0      | DNF         | 02    | 1:26,100         |
| 18   | René Arnoux        | Ligier-Judd     | 62     | 0      | + 3 Runden  | 25    | 1:27,117         |
| 19   | Nicola Larini      | Osella          | 60     | 0      | DNF         | 26    | 1:24,729         |
| —    | Thierry Boutsen    | Benetton-Ford   | 38     | 0      | DNF         | 12    | 1:25,301         |
| —    | Ivan Capelli       | March-Judd      | 34     | 0      | DNF         | 06    | 1:26,752         |
| —    | Alain Prost        | McLaren-Honda   | 24     | 0      | DNF         | 04    | 1:27,456         |
| —    | Jonathan Palmer    | Tyrrell-Ford    | 14     | 0      | DNF         | 17    | 1:32,972         |
| —    | Andrea de Cesaris  | Rial-Ford       | 09     | 0      | DNF         | 14    | 1:31,101         |
| —    | Philippe Streiff   | AGS-Ford        | 08     | 0      | DNF         | 16    | 1:31,315         |
| —    | Luis Pérez-Sala    | Minardi-Ford    | 0      | 0      | DNF         | 18    | —                |

## WM-Stände nach dem Rennen
Die ersten sechs des Rennens bekamen 9, 6, 4, 3, 2 bzw. 1 Punkt(e). In der Fahrerwertung wurden die besten elf Resultate, in der Konstrukteurswertung alle Resultate gewertet.

### Fahrerwertung
| Pos. | Fahrer             | Konstrukteur    | Punkte |
| ---- | ------------------ | --------------- | ------ |
| 01   | Alain Prost        | McLaren-Honda   | 54     |
| 02   | Ayrton Senna       | McLaren-Honda   | 48     |
| 03   | Gerhard Berger     | Ferrari         | 21     |
| 04   | Nelson Piquet      | Lotus-Honda     | 15     |
| 05   | Michele Alboreto   | Ferrari         | 13     |
| 06   | Thierry Boutsen    | Benetton-Ford   | 11     |
| 07   | Derek Warwick      | Arrows-Megatron | 9      |
| 08   | Nigel Mansell      | Williams-Judd   | 6      |
| 09   | Alessandro Nannini | Benetton-Ford   | 6      |
| 10   | Jonathan Palmer    | Tyrrell-Ford    | 5      |
| 11   | Andrea de Cesaris  | Rial-Ford       | 3      |
| 12   | Maurício Gugelmin  | March-Judd      | 3      |
| 13   | Ivan Capelli       | March-Judd      | 2      |
| 14   | Satoru Nakajima    | Lotus-Honda     | 1      |
| 15   | Riccardo Patrese   | Williams-Judd   | 1      |
| 16   | Eddie Cheever      | Arrows-Megatron | 1      |

| Pos. | Fahrer             | Konstrukteur  | Punkte |
| ---- | ------------------ | ------------- | ------ |
| 17   | Pierluigi Martini  | Minardi-Ford  | 1      |
| 18   | Yannick Dalmas     | Lola-Ford     | 0      |
| 19   | Gabriele Tarquini  | Coloni-Ford   | 0      |
| 20   | Stefan Johansson   | Ligier-Judd   | 0      |
| 21   | Alex Caffi         | Dallara-Ford  | 0      |
| 22   | Nicola Larini      | Osella        | 0      |
| 23   | Julian Bailey      | Tyrrell-Ford  | 0      |
| 24   | Philippe Streiff   | AGS-Ford      | 0      |
| 25   | Philippe Alliot    | Lola-Ford     | 0      |
| 26   | Luis Pérez-Sala    | Minardi-Ford  | 0      |
| 27   | Stefano Modena     | EuroBrun-Ford | 0      |
| 28   | Oscar Larrauri     | EuroBrun-Ford | 0      |
| 29   | Piercarlo Ghinzani | Zakspeed      | 0      |
| 30   | Adrián Campos      | Minardi-Ford  | 0      |
| 31   | René Arnoux        | Ligier-Judd   | 0      |
| –    | Bernd Schneider    | Zakspeed      | 0      |

### Konstrukteurswertung
| Pos. | Konstrukteur    | Punkte |
| ---- | --------------- | ------ |
| 01   | McLaren-Honda   | 102    |
| 02   | Ferrari         | 34     |
| 03   | Benetton-Ford   | 17     |
| 04   | Lotus-Honda     | 16     |
| 05   | Arrows-Megatron | 10     |
| 06   | Williams-Judd   | 7      |
| 07   | Tyrrell-Ford    | 5      |
| 08   | March-Judd      | 5      |
| 09   | Rial-Ford       | 3      |

| Pos. | Konstrukteur  | Punkte |
| ---- | ------------- | ------ |
| 10   | Minardi-Ford  | 1      |
| 11   | Lola-Ford     | 0      |
| 12   | Coloni-Ford   | 0      |
| 13   | Ligier-Judd   | 0      |
| 14   | Dallara-Ford  | 0      |
| 15   | Osella        | 0      |
| 16   | AGS-Ford      | 0      |
| 17   | EuroBrun-Ford | 0      |
| 18   | Zakspeed      | 0      |